# VIII Liceum Ogólnokształcące Samorządowe w Częstochowie
VIII Liceum Ogólnokształcące Samorządowe w Częstochowie im. gen. Józefa Sowińskiego – jedna ze szkół średnich w mieście. Mieści się przy ulicy Worcella 22.

## Historia
VIII Liceum Ogólnokształcące Samorządowe w Częstochowie powstało w 1994 roku z powodu szybko rozrastającej się liczby ludności w dzielnicy Północ, która wtedy przekroczyła 30 tysięcy. Była to pierwsza szkoła średnia utworzona w tej dzielnicy. Głównymi powodami tej decyzji był panujący wtedy wyż demograficzny i przepełnienie pozostałych liceów oraz komfort uczniów, którzy teraz nie musieli dojeżdżać do innych części miasta. Szkole nadano tytuł samorządowej, ponieważ była ona pierwszą szkołą w ówczesnym województwie częstochowskim, która była finansowana przez samorząd – było to odejście od dotychczasowych zasad finansowania ośrodków edukacyjnych. 1 września 1994 odbył się uroczysty moment otwarcia szkoły. 20 marca 2004 liceum obchodziło swoje 10. urodziny, w tej uroczystości udział brali m.in.: Tadeusz Wrona, Antoni Długosz, Jerzy Buzek. W 2017 roku przeniesiono szkołę na ulicę Worcella 22 w dzielnicy Tysiąclecie w miejsce wygaszanego Gimnazjum nr 5 w Częstochowie.

## Szkoła dzisiaj
Obecnie szkoła dysponuje kadrą pedagogiczną w liczbie pięćdziesięciu nauczycieli, a w dwudziestu trzech  klasach uczy się około 700 uczniów. W szkole działa biblioteka, gabinet profilaktyki zdrowotnej i liczne koła zainteresowań.
W 2022 roku patronem VIII Liceum został generał Józef Sowiński (1777–1831)  polski generał, podczas powstania listopadowego dowódca obrony reduty na Woli w Warszawie w 1831.

## Dyrektorzy
- mgr Maria Osicka (1994–2011)
- mgr Ilona Walczak-Dądela (2011–nadal)

## Znani absolwenci
- Bartłomiej Mirecki – kierowca wyścigowy, dwukrotny Mistrz Polski Kia Lotos Race[3]
- Hanna Zbyryt-Giewont – polska aktorka teatralna, filmowa i telewizyjna[4]